# Alice de Bourbon-Parma (1849–1935)
Alice Maria Carolina Fernanda Rachel Joana Filomena de Bourbon-Parma (em italiano: Alice Maria Carolina Ferdinanda Rachele Giovanna Filomena di Borbone-Parma; Parma, 27 de dezembro de 1849 — Schwertberg, 16 de janeiro de 1935) foi uma Princesa de Parma, esposa do deposto grão-duque Fernando IV da Toscana. Segunda filha do duque Carlos III de Parma, e de sua esposa, a princesa Luísa da França, seu irmão foi o último duque de Parma, Roberto I.

## Biografia
Terceira filha de Carlos III de Parma e de Luísa Maria de França, Alice era, por via materna, bisneta do rei Carlos X de França e sobrinha de Henrique, Conde de Chambord, pretenso rei de França e Navarra entre 2 e 9 de agosto de 1830 e posteriormente pretendente legitimista ao trono de Luís Felipe I.
Casou-se no castelo de Frohsdorf em 11 de janeiro de 1868, com Fernando IV da Toscana, Grão-duque titular da Toscana. Alice foi a segunda esposa de Fernando, que havia enviuvado em 1859 (sua primeira esposa foi Ana Maria da Saxônia). 
O casal teve dez filhos:
- Leopoldo Fernando  (1868-1953); excluído da sucessão;
- Luísa  (1870-1947), casou-se com o rei Frederico Augusto III da Saxónia;
- José Fernando  (1872-1942), tornou-se chefe da Casa da Toscana com a exclusão de seu irmão Leopoldo da linha sucessória. Renunciou aos seus títulos para casar-se morganaticamente;
- Pedro Fernando  (1874-1848), casou-se com Maria Cristina de Bourbon-Duas Sicílias. Tornou-se chefe da Casa da Toscana após a renúncia de seu irmão José;
- Henrique Fernando  (1878-1969);
- Ana Maria  (1879-1961);
- Margarida Maria  (1881);
- Germana Maria  (1884-1955);
- Roberto Fernando  (1885-1995);
- Inês Maria  (1891-1945).

## Últimos anos
Após a morte de Fernando IV em 1908, a grã-duquesa-viúva Alice da Toscana passou a viver em Schwertberg, onde faleceu em 16 de janeiro de 1935, aos 85 anos. Seu corpo está sepultado no cemitério de Sankt Gilgen, em Salzburgo.

## Títulos e estilos
- 27 de dezembro de 1849  – 11 de janeiro de 1868: Sua Alteza Real, a Princesa Alice de Bourbon-Parma
- 11 de janeiro de 1868 – 17 de janeiro de 1908: Sua Alteza Imperial e Real, a Grã-Duquesa da Toscana, Arquiduquesa da Áustria
- 17 de janeiro de 1908 – 16 de janeiro de 1935: Sua Alteza Imperial e Real, a Grã-Duquesa Viúva da Toscana, Arquiduquesa da Áustria